# Barthélemy de Farne
Barthélemy de Farne est un ermite bénédictin du XIIe siècle, vénéré comme saint par l'Église catholique. Né Tostig, de parents d'origine scandinave, à Whitby, Northumbrie, Angleterre, il change son nom pour William alors qu'il est encore enfant. Il voyage ensuite à travers l'Europe, peut-être pour échapper au mariage. Il retourne en Angleterre pour entrer au monastère bénédictin de Durham. C'est là qu'il a une vision de St Cuthbert, ce qui le convainc d'habiter l'ancienne cellule de celui-ci sur l'île de Farne. Il y reste pendant les 42 années restantes de sa vie.